# Neogreenia zeylanica
Neogreenia zeylanica är en insektsart som först beskrevs av Green 1896.  Neogreenia zeylanica ingår i släktet Neogreenia och familjen pärlsköldlöss.
Artens utbredningsområde är Sri Lanka. Inga underarter finns listade i Catalogue of Life.